# Chumangkang
Der Chumangkang (auch Lachsi) ist ein Gipfel im Himalaya im Distrikt North Sikkim in Indien.
Der Chumangkang hat eine Höhe von 6212 m. Er liegt südlich des östlichen Himalaya-Hauptkamms im Norden von Sikkim. Nach Norden führt der Bergkamm über den Lachin Kang (6358 m) zum 5,93 km entfernten Chomoyummo (6829 m).

## Besteigungsgeschichte
Der Chumangkang wurde im Jahr 1938 von dem britischen Alpinisten Bill Tilman erstbestiegen.